# Kyrkjetorget
Der Kyrkjetorget (norwegisch für Kirchenmarkt) ist eine vereiste Hochebene im ostantarktischen Königin-Maud-Land. Im Mühlig-Hofmann-Gebirge liegt sie auf der Ostseite der Jøkulkyrkja.
Norwegische Kartographen, die sie auch benannten, kartierten die Hochebene anhand von Luftaufnahmen und Vermessungen der Dritten Norwegischen Antarktisexpedition (1956–1960).